# Leonid Michailowitsch Raswosschajew
Leonid Michailowitsch Raswosschajew (russisch Леонид Михайлович Развозжаев; * 12. Juni 1973 in Angarsk) ist ein russischer Politaktivist und Mitarbeiter des Duma-Abgeordneten Ilja Ponomarjow.
Im Oktober 2012 wurde er mit Vorwürfen konfrontiert, zusammen mit Sergei Udalzow und Giwi Targamadse Umsturzaktivitäten in Moskau vorbereitet zu haben, unter anderem soll es sich um Ausschreitungen am 6. Mai 2013 bei Anti-Putin-Demonstrationen gehandelt haben.
Als er daraufhin in Kiew ein Asylgesuch stellen wollte, wurde er nach eigenen Aussagen von Sicherheitsorganen nach Russland verschleppt, gefoltert und zu einem Geständnis gezwungen, das er später widerrief. EU und USA äußerten Bedenken zum Vorgehen der russischen Behörden.
Auf den Widerruf reagierten die Behörden mit einer Anklage auf einen 15 Jahre zurückliegenden angeblichen Mützenraub.